# House in the Woods (альбом)
House in the Woods — шестой и последний студиный альбом группы Low Roar, выпущенный 7 февраля 2025 года. В альбоме используются незавершенные и последние неопубликованные работы солиста группы Райана Каразия. Песни «Field of Dreams» и «Just How It Goes» были выпущены как синглы.

## Предыстория
20 сентября 2022 года вокалист группы Райан Каразия опубликовал в социальных сетях анонс о том, что группа собирается издать лимитированную версию дискографии группы на виниле, упомянув в том же посте новый альбом с названием «house in the woods».
29 октября 2022 года было объявлено о том, что Каразия ушёл из жизни из-за осложнений, вызванных пневмонией. В заявлении также было сказано, что шестой альбом находится в разработке и «будет завершён и опубликован, как только будет готов».
27 октября продюсер Эндрю Шепс анонсировал, что альбом завершён и будет опубликован 7 февраля 2025 года. В анонсе также была раскрыта дата выпуска двух синглов альбома: «Field of Dreams» — 6 декабря, и второго сингла 3 января, название которого, «Just How It Goes», было раскрыто позже.

## Список композиций
| №                   | Название                   | Длительность |
| ------------------- | -------------------------- | ------------ |
| 1.                  | «Some Day Come Back to Me» | 3:33         |
| 2.                  | «Field of Dreams»          | 4:21         |
| 3.                  | «Just How It Goes»         | 5:13         |
| 4.                  | «None of your Business»    | 5:37         |
| 5.                  | «Mom»                      | 5:22         |
| 6.                  | «Estella»                  | 2:20         |
| 7.                  | «Double Trouble»           | 7:04         |
| 8.                  | «Two Worlds Apart»         | 6:48         |
| 9.                  | «Gone Fishing»             | 5:10         |
| 10.                 | «InterStella»              | 1:29         |
| 11.                 | «House in the Woods»       | 5:01         |
| Общая длительность: | Общая длительность:        | 52:04        |